# Dracaenosaurus
Il dracenosauro (gen. Dracaenosaurus) è un rettile estinto, appartenente ai lacertidi. Visse nell'Oligocene superiore (circa 28 - 23 milioni di anni fa) e i suoi resti fossili sono stati ritrovati in Europa.

## Descrizione
Questo animale doveva essere di dimensioni superiori a quelle di un odierno ramarro, e benché fosse simile a una lucertola moderna presentava alcune specializzazioni insolite, soprattutto nel cranio. Caratteristiche notevoli di Dracaenosaurus erano i denti smussati, notevolmente espansi nella parte posteriore delle fauci, e il muso corto e robusto, la cui parte anteriore sovrastava la mandibola e la superava in lunghezza. Dracaenosaurus era inoltre caratterizzato da un processo coronoide della mandibola molto sviluppato, da una porzione mandibolare dotata di denti molto corta ma alta, e da una notevole depressione sul lato del surangolare che si estendeva molto anteriormente. Fossili ben conservati analizzati più di recente (2017) indicano una morfologia cranica eccezionalmente specializzata per la dieta durofaga, con muscoli cranici molto massicci. Una caratteristica unica non riscontrabile in altri lacertidi è la presenza di un contatto parietale-sopraoccipitale formato da una cresta parietale alta che si incastra in un processo ascendente biforcato del sopraoccipitale.

## Classificazione
Il genere Dracaenosaurus venne descritto per la prima volta da Pomel nel 1846; la specie più nota è Dracaenosaurus croizeti, descritta da Paul Gervais nel 1848 sulla base di fossili ritrovati in Francia in terreni dell'Oligocene superiore. Altri fossili oligocenici di Dracaenosaurus sono stati ritrovati in Germania.
Analisi filogenetiche indicano che Dracaenosaurus era un membro della famiglia dei lacertidi, e in particolare del gruppo noto come Gallotiinae, comprendente anche gli attuali Psammodromus e Gallotia, e gli estinti Pseudeumeces e Janosikia. 

## Paleobiologia
Dracaenosaurus possedeva alcuni tratti morfologici, soprattutto per quanto riguarda la struttura delle mascelle e dei denti, che indicavano chiaramente una dieta durofaga: Dracaenosaurus probabilmente riusciva a triturare gusci di molluschi, cosa unica tra i lacertidi. È probabile che la specializzazione dell'odierna Gallotia in senso strettamente erbivoro sia il risultato di un adattamento insulare.